# Jean Cottreau
 (septembre 2017).
Si vous disposez d'ouvrages ou d'articles de référence ou si vous connaissez des sites web de qualité traitant du thème abordé ici, merci de compléter l'article en donnant les références utiles à sa vérifiabilité et en les liant à la section « Notes et références ».
Pour les articles homonymes, voir Cottreau.
Jean Cottreau (né à Conflans-sur-Anille le 1er décembre 1877 et mort à Paris 1er le 30 avril 1945) est un paléontologue français.

## Biographie
Il est docteur ès sciences. Paléontologue, il devient sous-directeur de la chaire de paléontologie au Muséum national d'histoire naturelle en 1920.
Un squelette complet de Metaxytherium medium est trouvé à Doué-la-Fontaine dans les faluns du Miocène supérieur en 1921 dans la propriété de MM. Victor et Marcel Chatenay, au cours d'une excavation pratiquée à faible profondeur dans le falun. Il est décrit en 1928 par Jean Cottreau.

## Publications
Jean Cottreau est l'auteur de :
- Les échinides du bassin méditerranéen, époque néogène, 1 vol. (195 p.), Édition : Paris : Masson , 1913
- Les Echinides néogènes du bassin méditerranéen, Annales de l'Institut océanographique. VI. 3. Édition : Paris, Masson , 1913. In-fol., 193 p., pl.
- Titres et Travaux scientifiques, Gr. in-8°, 36 p., Édition : Coulommiers : Impr. Brodard et Taupin ; Paris : Masson.
- Le Metaxytherium Cuvieri du Golfe de la Loire. Annales de Paléontologie, tome XVII : 2-20, 4 fig., 2 pl.